# Pelago
Pelago (Pèlago, IPA: /ˈpɛlaɡo/) es una localidad italiana de la ciudad metropolitana de Florencia, región de Toscana, con 7.669 habitantes.

## Geografía
Pelago tiene cerca de 7000 habitantes y una extensión aproximada de 54 kilómetros cuadrados. Se ubica entre los Apeninos, Pratomagno y la Valdisieve.
Esta aproximadamente a 25 km de Florencia. Su altura media sobre el nivel del mar está entre los 89 y 1150 m s. n. m.. El territorio tiene características de montaña, en piedemonte como en campos cultivados de oliva y viñedos, siempre con intervalos de bosques.
El municipio se ubica más precisamente entre el Arno y el Sieve.

Ubicación de la ciudad de Pelago dentro de la provincia de Florencia.

## Evolución demográfica
| Gráfica de evolución demográfica de Pelago entre 1861 y 2001 |
|                                                              |
| Fuente ISTAT - Elaboración gráfica por parte de Wikipedia    |